# Ботай
Бота́й (каз. Ботай) — село у складі Айиртауського району Північноказахстанської області Казахстану. Входить до складу Каратальського сільського округу.
Населення — 38 осіб (2021; 84 у 2009, 151 у 1999, 174 у 1989).
Національний склад станом на 1989 рік:
- казахи — 100 %.